# Vasile Stroescu, Bolgrad
Vasile Stroescu (în ucraineană Василівка, transliterat: Vasîlivka) este un sat în comuna Pavlivka din raionul Bolgrad, regiunea Odesa, Ucraina. Satul a fost locuit de germanii basarabeni.

## Demografie
Componența lingvistică a localității Vasile Stroescu
     Bulgară (66,04%)
     Rusă (13,13%)
     Ucraineană (7,88%)
     Română (3,94%)
Conform recensământului din 2001, majoritatea populației localității Vasile Stroescu era vorbitoare de bulgară (66,04%), existând în minoritate și vorbitori de rusă (13,13%), găgăuză (8,63%), ucraineană (7,88%) și română (3,94%).